# J. Melville Broughton
Joseph Melville Broughton, född 17 november 1888 i Raleigh, North Carolina, död 6 mars 1949 i Washington, D.C., var en amerikansk demokratisk politiker. Han var guvernör i North Carolina 1941–1945. Han representerade North Carolina i USA:s senat från 1948 fram till sin död.
Broughton utexaminerades 1910 från Wake Forest College (numera Wake Forest University). Han studerade sedan juridik vid Harvard Law School och inledde 1914 sin karriär som advokat i Raleigh. Han var ledamot av delstatens senat 1927–1929.
Broughton efterträdde 1941 Clyde R. Hoey som guvernör i North Carolina och efterträddes 1945 av R. Gregg Cherry.  Broughton fyllnadsvaldes 1948 till USA:s senat. Han vann samtidigt valet som gällde den åtföljande sexåriga mandatperioden. Han avled dock redan i mars 1949 och efterträddes av Frank Porter Graham. Broughton gravsattes på begravningsplatsen Montlawn Memorial Park i Raleigh.